# 茎花崖爬藤
茎花崖爬藤（学名：Tetrastigma cauliflorum）为葡萄科崖爬藤属的植物。分布在越南、老挝以及中国大陆的云南、广东、海南、广西等地，生长于海拔100米至1,000米的地区，常生长在山谷林中，目前尚未由人工引种栽培。